# Anastasio Alberto Ballestrero
Pour les articles homonymes, voir Ballestrero.
Anastasio Alberto Ballestrero, né à Gênes le 3 octobre 1913 et mort le 21 juin 1998, est un prélat catholique italien, carme déchaux et archevêque de Turin de 1977 à 1989.
Très jeune, Alberto Ballestrero s'oriente vers l'Ordre des Carmes déchaux (à 15 ans), où il prononce ses vœux définitifs en 1928. Il étudie la philosophie et la théologie à Gênes et il est ordonné prêtre en 1936. Il est nommé aumônier d'un hôpital durant huit ans. En 1945, il est nommé prieur de son couvent, puis provincial de son ordre avant d'être élu supérieur général de tout l'Ordre des Carmes déchaux de 1955 à 1967. Durant cette mission, il visite tous les couvents de son ordre à travers le monde (soit plus d'un millier au total). 
Nommé archevêque de Bari le 21 décembre 1973, il est promu archevêque de Turin le 1er août 1977. À ce titre, il est nommé vice-président de la Conférence épiscopale italienne en 1978 puis président. En 1979, il est créé cardinal par Jean-Paul II. 
En 1989 le cardinal Ballestrero démissionne de sa charge d'évêque pour raison d'âge, et se retire au monastère de Santa Croce à Ameglia où il meurt le 21 juin 1998. En février 2014, la Région ecclésiastique du Piémont déclenche la procédure en vue de sa béatification.

## Biographie

### Enfance
Alberto Ballestrero est né le 3 octobre 1913 à Gênes (Italie), il est le fils de Giacomo Ballestrero et de son épouse Antonietta Daffunchio. Son père est manutentionnaire dans le port de Gênes, sa mère est femme au foyer. Alberto est l'aîné d'une famille de cinq enfants (nés entre 1913 et 1922). Deux des enfants meurent après quelques mois, la mère, épuisée par le dernier accouchement meurt en 1923. 
Le petit Alberto est baptisé le 2 novembre 1913 à la paroisse Sainte-Zita. Il fait sa confirmation le 3 mai 1923 et  reçoit la première communion le 21 juin 1923. Alberto Ballestrero effectue sa scolarité à Gênes : l'école élémentaire de 1919 à 1922; puis le collège (1922-1923),.

### Entrée au Carmel
Alberto Ballestrero entre chez les Carmes déchaux très jeune : il intègre leur noviciat le 2 octobre 1924 au couvent du Deserto di Varazze (Varazze). Le 12 octobre 1928, il prend l'habit carmélitain et entre dans l'Ordre sous le nom d'Anastase (Anastasio) du Saint-Rosaire. Se souvenant de sa période du noviciat, il dira « J'étais jeune, j'avais 15 ans ! Mais la certitude, la clarté, le bonheur de ma vocation, je l'avais ».
Un an plus tard, le 17 octobre 1929, il prononce ses premiers vœux. En septembre 1932, il est envoyé au couvent Santa Anna de Gênes pour étudier la philosophie et la théologie. Mais, entre octobre et décembre 1932, il doit être hospitalisé dans un hôpital de la ville pour une infection grave.
Le 5 octobre 1934, le frère Anastasio fait sa profession religieuse et il est ordonné diacre en décembre 1935.
Alberto Ballestrero est ordonné prêtre le 6 juin 1936 dans la cathédrale San Lorenzo de Gênes, par le cardinal Carlo Dalmazio Minoretti, archevêque de Gênes. 
Le père Ballestrero est nommé professeur de philosophie à l'école Santa Anna de Gênes le 13 août 1936. 
Le 1er janvier 1937, il est nommé aumônier de la clinique Bertani de Gênes. Il y est apprécié pour sa disponibilité qui a fait dire que, durant sa présence à ce poste « personne ne mourut [dans l’hôpital] sans les sacrements ». 
Après ces huit années comme aumônier d’hôpital, il part approfondir sa formation théologique à Paris et participe au Cercle Maritain, auquel assistent de grands noms de la culture comme Bergson, Bernanos, Van der Meer, Garrigou-Lagrange, Philips et Schillebeeckx. Ces rencontres influencent la pensée et la vie du père Ballestrero.
Le père Ballestrero est élu prieur du couvent de Santa Anna le 22 avril 1945. Il conserve ce poste jusqu'en 1948, quand, le 3 avril, il est élu provincial de la Ligurie. Il exerce cette fonction de provincial jusqu'au 7 mai 1954 où il est réélu prieur du couvent de Santa Anna. Mais cette mandature de trois ans est interrompue le 9 avril 1955 lorsqu'il est élu supérieur général de l'Ordre des Carmes déchaux (pour six ans). Le 21 avril 1961, le père Ballestrero est réélu comme supérieur général de l'Ordre, poste qu'il occupe jusqu'au 20 mai 1967.
Durant cette fonction (de supérieur général de l'ordre), le père carmélitain va visiter tous les couvents de l'ordre à travers le monde (soit 350 couvents de frères carmes et 850 monastères carmélites) à l'exception des couvents présents en Hongrie (le gouvernement communiste hongrois lui ayant refusé l'entrée dans le pays). 
De 1962 à 1965, il participe au concile Vatican II et il y est l'un des principaux collaborateurs du pape Paul VI. Le père Ballestrero est également élu président de l'Union des supérieurs généraux,.
En 1961, il fait envoyer à Rome le manuscrit original de Thérèse d'Avila du Château intérieur afin de le faire restaurer. Ce travail est confié à l’Istituto Ristauro Scientifico del libro du Vatican et l’Istituto di Patologia del libro d’Italie. Le précieux manuscrit est renvoyé à Séville en 1962 où il est conservé, au couvent des Déchaussées, dans un reliquaire spécial qu'il fait réaliser tout spécialement pour ce livre (le reliquaire représente les murailles d'Ávila).

### Archevêque
Il est nommé archevêque de Bari le 21 décembre 1973 et le 2 février 1974 il est consacré évêque par le cardinal Sebastiano Baggio. Sa devise est (la) In omnia bonitate et caritate (En toute bonté et amour). Ce départ de l'Ordre du Carmel lui coûte énormément, mais il s'investit totalement dans sa nouvelle mission. Même s'il ne reste que trois années à la tête de ce diocèse, il est très vite apprécié et aimé de ses concitoyens qui feront son éloge lors de son départ pour Turin,.
Le 1er août 1977, il est promu archevêque de Turin (le 3e diocèse d'Italie), charge qu'il conservera jusqu'au 31 janvier 1989, date à laquelle il se retire pour raison d'âge.
En cette qualité, il assiste à la Quatrième assemblée ordinaire du Synode des évêques du 30 septembre au 29 octobre 1977. 
Il est élu vice-président de la Conférence épiscopale italienne le 25 mai 1978. L'année suivante, le 18 mai 1979, le pape Jean-Paul II le nomme président de cette conférence, poste qu'il occupe jusqu'au 3 juillet 1985.
En cette qualité il participe à plusieurs Assemblées ordinaires du Synode des évêques :
- du 26 septembre au 25 octobre 1980 : cinquième assemblée ordinaire du Synode des évêques ;
- du 29 septembre au 28 octobre 1983 : sixième assemblée ordinaire du Synode des évêques ;
- du 24 novembre au 8 décembre 1985 : la deuxième assemblée extraordinaire du Synode des évêques ;
- du 1er au 30 octobre 1987 : septième assemblée ordinaire du Synode des évêques.

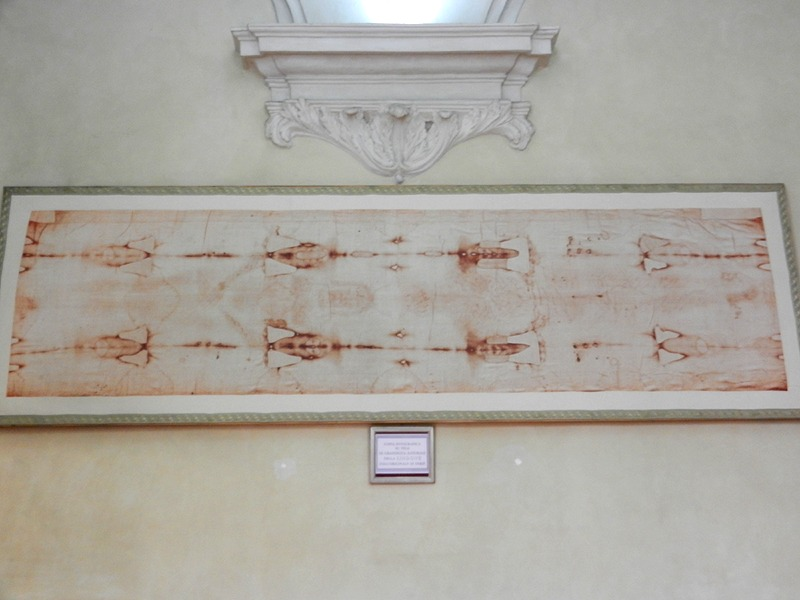
Ostension du linceul de Turin dans la chapelle qui lui est dédiée.

En novembre 1983, le pape Jean-Paul II nomme Alberto Ballestrero premier dépositaire pontifical du linceul de Turin. Alors que le pape Jean-Paul II montre un grand « enthousiasme » face à la relique du linceul, Mgr Ballestrero se montre « plus sobre ». L'évêque autorise la réalisation de tests scientifiques sur le tissu du linceul. Ceux-ci débutent en octobre 1978. En avril 1988, de petits fragments de tissus sont prélevés pour effectuer une datation par le carbone 14. Il organise également une ostension du linceul permettant à trois millions de pèlerins de venir le regarder.
Ses années d'épiscopat ont vu de nombreux bouleversements dans l’Église d'Italie : l'attaque contre le pape, le référendum sur l'avortement, la défection de nombreux prêtres et religieux dans les années post-conciliaires, la diminution des vocations religieuses, les accords de Villa Madama (nouveau Concordat entre le Saint-Siège et l'État italien), le processus d'approbation de la deuxième édition du missel romain en italien, la révision des catéchismes. Travailleur infatigable, l'archevêque décrivait sa mission ainsi : « Être un berger signifie vivre une vie non réglée, non prévisible, une vie abandonnée à des règles du salut, à la logique de la miséricorde et aux surprises de la puissance de Dieu. Se faire donneur infatigable du pardon, de la vérité, de l'amour, parce que le troupeau doit consister dans l'unité et la foi et aussi dans la communion amicale des esprits, dans la fraternité des relations concrètes ».

### Cardinal
Jean-Paul II le crée cardinal avec le titre de cardinal-prêtre de S. Maria sopra Minerva lors de son premier consistoire, le 30 juin 1979. 
Il participe à plusieurs réunions du Collège des cardinaux :
- du 5 au 9 novembre 1979 : première assemblée plénière du Collège des cardinaux, dans la Cité du Vatican ;
- du 23 au 26 novembre 1982 : seconde Assemblée plénière du Collège des cardinaux, dans la Cité du Vatican ;
- du 21 au 23 novembre 1985 : troisième Assemblée plénière du Collège des cardinaux, dans Cité du Vatican.

Il est envoyé par le pape comme « envoyé spécial », à Alba de Tormes et Avila (Espagne), lors des festivités d'inauguration de l'année thérésienne commémorant le 4e centenaire de la mort de sainte Thérèse d'Avila (14 et 15 octobre 1981). 
Le 31 janvier 1989, il démissionne de son poste d'évêque de l'archidiocèse de Turin et se retire au monastère de Santa-Croce à Ameglia. 
Le 21 juin 1998, il meurt dans sa résidence de Fortino Santa Maria (Ameglia). 
Des funérailles solennelles sont célébrées dans la cathédrale de Turin. Il est enterré dans la crypte de l'église Saint-Joseph-du-Désert du couvent des carmes Eremo del Deserto (it) à Varazze (Italie).

## Postérité
Mgr Ballestrero a laissé une image forte à tous ceux qui l'ont rencontré ou qui ont travaillé avec lui. Différents témoignages rappellent ses qualités de prédicateur et de directeur spirituel, ainsi que sa capacité à parler, sa grande expérience humaine et le don d'empathie avec les gens qu'ils rencontrait. Qu'ils soient prêtres, religieuses ou laïcs, de nombreuses personnes ont témoigné que ces rencontres avec Mgr Ballestrero sont « restées marquées de manière indélébile » dans leur cœur. Lors de l'ouverture du procès en béatification, Mgr Cesare Nosiglia (son collaborateur de 1979 à 1985 à la Conférence épiscopale italienne), a rappelé « son esprit de synthèse et sa grande capacité à réconcilier les différentes sensibilités du catholicisme italien ».

### Publications
Mgr Ballestrero, également théologien, est l'auteur de nombreux livres de spiritualité, dont plusieurs sur saint Jean de la Croix.

### Béatification
La demande de béatification a été soulevée par des membres de sa famille carmélitaine. Le Père Giuseppe Cheville, qui a été son cardinal secrétaire pendant vingt-cinq ans a recueilli une première série de témoignages et publications en vue de la constitution du dossier de demande de béatification. Le processus canonique aurait dû avoir lieu à La Spezia, chef-lieu du diocèse où le cardinal Ballastrero est décédé en juin 1998. Mais il a été demandé la permission de transférer l'affaire à Turin (son ancien diocèse) qui disposait de plus de moyens pour mener la procédure. 
En février 2014, la Région ecclésiastique du Piémont lance la démarche en béatification de l'ancien cardinal.

## Succession apostolique
Anastasio Alberto Ballestrero a ordonné les évêques suivants :
- Évêque Vittorio Bernardetto (it) (1978)
- Cardinal Severino Poletto (1980)
- Archevêque Benigno Luigi Papa (it), O.F.M.Cap. (1981)
- Évêque Egidio Caporello (it) (1982)
- Évêque Fernando Charrier (it) (1984)
- Évêque Sebastiano Dho (it) (1986)